# Pittwater Road
Die Pittwater Road ist eine Stadtautobahn in den nordöstlichen Vororten von Sydney im Osten des australischen Bundesstaates New South Wales. Sie verbindet das Seebad Manly mit der Mona Vale Road und der Barrenjoey Road in Mona Vale.

## Verlauf
Die Straße beginnt als Ortsverbindungsstraße im Zentrum von Manly und führt zunächst nach Nordwesten. In North Manly trifft sie auf die von Süden kommende Condamine Street (Met-10), von der sie die Nummerierung als Metroad 10 übernimmt. Durch Brookvale und Dee Why führt sie nach Nordosten und erreicht bei Collaroy wieder die Küste. An ihr entlang zieht sie nach Norden durch Narrabeen und Warriewood nach Mona Vale.
An der Nahtstelle mit der Mona Vale Road (Met-3) und der Barrenjoey Road (S14) verliert sie ihre Nummerierung, führt aber weiter nach Nord-Nordwesten und endet an der McCarrs Creek Road in Church Point am südlichen Ende der Bucht Pittwater, die ihr ihren Namen verliehen hat.
Entlang der etwa 30 km langen Straße liegen ca. 2200 Privatgrundstücke.

## Ausbauzustand und Geschwindigkeitsbeschränkungen
Die Straße beginnt in Manly sechsspurig und behält ihre Breite in Brookvale als Metroad 10 bis nach Mona Vale bei. Das letzte Stück bis Church Point ist nur zweispurig ausgebaut.
Die zulässige Höchstgeschwindigkeit beträgt auf der gesamten Strecke 60 km/h.